# Беккер, Александр Каспарович
Алекса́ндр Каспа́рович Бе́ккер (18 [30] августа 1818 года, Сарепта — 3 апреля 1901 года, Сарепта) — российский ботаник и энтомолог. Собиратель коллекций и гербариев.

## Биография
В 1832 году окончил училище братской общины для мальчиков. Работал в крупном торговом доме Санкт-Петербурга, в 1834—1836 гг. — в торговом доме в Москве. С 1837 года учитель музыки в сарептском училище, позднее получил место органиста. В 1842 году оставил работу по состоянию здоровья. Под влиянием профессора Карла Клауса стал заниматься изучением растений и насекомых. Лично открыл и описал более 20 новых видов растений и животных. Автор более 30 научных трудов на немецком и русском языках. Его коллекции хранятся в Ботаническом институте РАН, МГУ, Киевском университете, музеях Астрахани, Казани, Томска, в государственных и частных коллекциях в Австрии, Англии, Венгрии, Германии, Италии, Румынии, Португалии, Франции, Швейцарии, США и других странах. Имел 14 детей
Автор статей в Московском бюллетене общества естествознания. Член Московского общества испытателей природы, Российского садоводческого общества, Энтомологического общества в Штеттине, член-корреспондент Русского энтомологического общества.

## Научные труды
- Сборник сведений о флоре средней России, Москва, 1886